# Stadion Al-Chums
Stadion Al-Chums – stadion sportowy w Al-Chums, w Libii. Obiekt może pomieścić 3000 widzów. Swoje spotkania rozgrywają na nim piłkarze klubu Al-Chums SC.